# Bury Football Club 2013-2014
Questa voce raccoglie le informazioni riguardanti il Bury Football Club nelle competizioni ufficiali della stagione 2013-2014.

## Rosa
| N. |                        | Ruolo | Calciatore      |
| -- | ---------------------- | ----- | --------------- |
| 2  | Inghilterra (bandiera) | D     | Shaun Beeley    |
| 3  | Galles (bandiera)      | D     | Gareth Roberts  |
| 4  | Inghilterra (bandiera) | D     | Richard Hinds   |
| 5  | Inghilterra (bandiera) | D     | Nathan Cameron  |
| 6  | Inghilterra (bandiera) | C     | Andy Proctor    |
| 7  | Galles (bandiera)      | C     | Craig Jones     |
| 8  | Inghilterra (bandiera) | C     | Tommy Miller    |
| 9  | Inghilterra (bandiera) | A     | Anton Forrester |
| 10 | Inghilterra (bandiera) | C     | Ashley Grimes   |
| 11 | Stati Uniti (bandiera) | D     | Euan Holden     |
| 12 | Inghilterra (bandiera) | C     | Chris Sedgwick  |
| 14 | Inghilterra (bandiera) | A     | Shaun Harrad    |
| 15 | Inghilterra (bandiera) | C     | Danny Mayor     |
| 16 | Inghilterra (bandiera) | C     | John Rooney     |

| N. |                        | Ruolo | Calciatore          |
| -- | ---------------------- | ----- | ------------------- |
| 17 | Inghilterra (bandiera) | A     | Marlon Jackson      |
| 19 | Inghilterra (bandiera) | C     | Tom Soares          |
| 20 | Ruanda (bandiera)      | A     | Jessy Reindorf      |
| 21 | Danimarca (bandiera)   | P     | Brian Paldan Jensen |
| 22 | Spagna (bandiera)      | D     | Marco Navas         |
| 23 | Inghilterra (bandiera) | C     | Aidan Chippendale   |
| 24 | Inghilterra (bandiera) | A     | Danny Hylton        |
| 25 | Francia (bandiera)     | D     | William Edjenguélé  |
| 26 | Inghilterra (bandiera) | P     | Rob Lainton         |
| 27 | Inghilterra (bandiera) | C     | Greg McDermott      |
| 30 | Inghilterra (bandiera) | P     | Reice Charles-Cook  |
| 40 | Inghilterra (bandiera) | D     | Phil Picken         |
|    | Inghilterra (bandiera) | D     | Dean Howell         |